# آندریس نلسونس
آندریس نلسونس (انگلیسی: Andris Nelsons؛ زادهٔ ۱۸ نوامبر ۱۹۷۸) موسیقی‌دان و رهبر ارکستر اهل لتونی است. وی از سال ۲۰۰۳ میلادی تاکنون مشغول فعالیت بوده‌است.
وی رهبر فعلی ارکستر سمفونیک بوستون و رهبر آتی ارکستر گواندهاوس است.